# 卡斯泰尔马里
卡斯泰尔马里（法語：Castelmary，法語發音：[kastɛlmaʁi]）是法国阿韦龙省的一个市镇，属于罗德兹区。

## 地理
卡斯泰尔马里（44°10'11"N, 2°15'9"E）面积11.81 平方千米，位于法国奧克西塔尼大區阿韦龙省，该省份为法国南部内陆省份，位于法國中央高原南部，北起顺时针与康塔爾省、洛泽尔省、加尔省、埃罗省、塔恩省、塔恩-加龙省和洛特省接壤。
与卡斯泰尔马里接壤的市镇（或旧市镇、城区）包括：卡巴内斯、克雷斯潘、拉萨尔沃塔-佩拉莱斯、泰拉克、米朗多勒-布尔纽纳克。

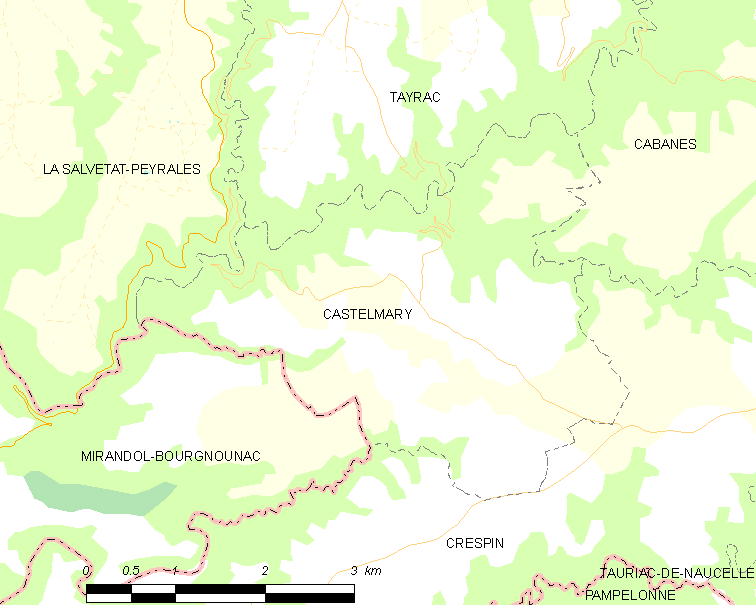
卡斯泰尔马里的OSM定位图

卡斯泰尔马里的时区为UTC+01:00、UTC+02:00（夏令时）。

## 行政
卡斯泰尔马里的邮政编码为12800，INSEE市镇编码为12060。

## 政治
卡斯泰尔马里所属的省级选区为阿韦龙-塔恩县。

## 人口

1962-2008年间卡斯泰尔马里人口变化图示

卡斯泰尔马里于2022年1月1日时的人口数量为118人。